# Addis
Addis és una població dels Estats Units a l'estat de Louisiana. Segons el cens del 2000 tenia 2.238 habitants.

## Demografia
Segons el cens del 2000, Addis tenia 2.238 habitants, 803 habitatges, i 598 famílies. La densitat de població era de 474,8 habitants per km².
Dels 803 habitatges en un 40,6% hi vivien nens de menys de 18 anys, en un 51,6% hi vivien parelles casades, en un 16,6% dones solteres, i en un 25,5% no eren unitats familiars. En el 21,2% dels habitatges hi vivien persones soles el 6,6% de les quals corresponia a persones de 65 anys o més que vivien soles. El nombre mitjà de persones vivint en cada habitatge era de 2,79 i el nombre mitjà de persones que vivien en cada família era de 3,25.
Per edats la població es repartia de la següent manera: un 29,8% tenia menys de 18 anys, un 11,6% entre 18 i 24, un 31,5% entre 25 i 44, un 19,2% de 45 a 60 i un 7,9% 65 anys o més.
L'edat mediana era de 31 anys. Per cada 100 dones de 18 o més anys hi havia 87,1 homes.
La renda mediana per habitatge era de 36.188 $ i la renda mediana per família de 39.625 $. Els homes tenien una renda mediana de 34.559 $ mentre que les dones 21.799 $. La renda per capita de la població era de 14.907 $. Entorn del 12,6% de les famílies i el 17,5% de la població estaven per davall del llindar de pobresa.

## Poblacions més properes
El següent diagrama mostra les poblacions més properes.